# Brett Perlini
Brett Perlini (* 14. Juni 1990 in Sault Ste. Marie, Ontario) ist ein kanadisch-britischer Eishockeyspieler, der seit 2023 bei den Saale Bulls in der Oberliga Nord unter Vertrag steht.

## Karriere
Brett Perlini begann seine Karriere als Eishockeyspieler bei Nachwuchsteams aus Guildford, wo die Familie seinerzeit wohnte, dort wurde er 2004 als U15-All-Star der English Ice Hockey Association ausgezeichnet. 2004 kehrte die Familie nach Kanada zurück und Perlini spielte zunächst für verschiedene Nachwuchsteams in seiner Geburtsstadt Sault Ste. Marie. Dabei wurde er 2005 als sportlich fairster Spieler der Northern Ontario Bantam Hockey League ausgezeichnet. 2007 war er Torschützenkönig und Rookie of the Year der Northern Ontario Junior Hockey League. Während seines Studiums spielte er vier Jahre für die Michigan Spartans, das Team der Michigan State University, um die Meisterschaft der National Collegiate Athletic Association. Während dieser Zeit wurde er beim NHL Entry Draft 2010 von den Anaheim Ducks in der siebten Runde als insgesamt 192. Spieler ausgewählt. Er spielte jedoch nie für die Ducks. Von 2012 bis 2017 spielte er fünf Jahre für verschiedene Klubs in der ECHL und absolvierte dabei insgesamt knapp 300 Spiele. Zweimal kam er 2012/13 auch in der American Hockey League für die Lake Erie Monsters zum Einsatz. 2017 kehrte er nach England zurück und spielte dort bis 2020 für Nottingham Panthers in der Elite Ice Hockey League. Seit 2020 steht er beim HC Pustertal in der Alps Hockey League unter Vertrag. Nachdem er 2021 kurzzeitig nach Nottingham zurückgekehrt war, spielte er jeweils ein Jahr in Norwegen und Dänemark. Seit 2023 steht er seit 2023 bei den Saale Bulls in der drittklassigen deutschen Oberliga Nord unter Vertrag.

### International
Für Großbritannien nahm Perlini, der sowohl über die britische, als auch über die kanadische Staatsbürgerschaft verfügt, erstmals bei der Weltmeisterschaft 2018 teil, als den Briten erstmals seit dem Abstieg 1994 wieder die Rückkehr in die Top-Division gelang. Er selbst wurde als wertvollster Spieler und Mitglied des All-Star-Teams ausgezeichnet. Bei den Weltmeisterschaften der Top-Division 2019, 2020 und 2021 gehörte er ebenso zum britischen Team, wie im Februar 2020 bei der Olympiaqualifikation für die Winterspiele 2022 in Peking. Nach dem Abstieg 2022 spielte er bei der Weltmeisterschaft 2023 wieder in der Division I und erreichte mit den Briten den sofortigen Wiederaufstieg.

## Erfolge und Auszeichnungen
- 2004 U15-All-Star der English Ice Hockey Association
- 2005 Sportlich fairster Spieler der Northern Ontario Bantam Hockey League
- 2007 Torschützenkönig und Rookie of the Year der Northern Ontario Junior Hockey League
- 2018 Aufstieg in die Top-Division bei der Weltmeisterschaft der Division I, Gruppe A
- 2018 Wertvollster Spieler und Mitglied des All-Star-Teams der Weltmeisterschaft der Division I, Gruppe A
- 2023 Aufstieg in die Top-Division bei der Weltmeisterschaft der Division I, Gruppe A

## Statistik
(Stand: Ende der Saison 2019/20)

## Familie
Perlini stammt aus einer Eishockeyfamilie. Sein Vater Fred absolvierte acht NHL-Spiele für die Toronto Maple Leafs und über 250 AHL-Spiele. Er war zuletzt in England aktiv. Der jüngere Bruder Brendan, der in England geboren wurde, hat bisher über 250 NHL-Spiele absolviert. Der Onkel Kevin Conway, Bruder von Bretts Mutter, ging bereits Mitte der 1980er Jahre nach England und spielte – wie Brett – für die britische Nationalmannschaft. Er gehört der bis 2019 letzten britischen Mannschaft an, die 1994 an einer Weltmeisterschaft der höchsten Leistungsstufe teilnahm.